# Tang Qianhui
Tang Qianhui (chino:汤千慧; nació el 10 de septiembre de 2000) es una jugadora de tenis china.
Su mejor clasificación en la WTA fue la número 617 del mundo, que llegó el 24 de junio de 2019. En dobles alcanzó número 84 del mundo, que llegó el 9 de septiembre de 2024. Hasta la fecha, ha ganado tres títulos WTA en dobles además de dose títulos de dobles en el ITF tour.
Ella debutó en la WTA en el Jiangxi International Women's Tennis Open 2017, donde entró directo al cuadro principal de dobles junto a Jiang Xinyu. Posteriormente este ganaría el torneo venciendo en la final a las preclasificadas #4, Alla Kudryavtseva y Arina Rodionova en dos set.

## Títulos WTA (3; 0+3)

### Dobles (3)
| Leyenda                                |
| -------------------------------------- |
| Grand Slam (0)                         |
| Juegos Olímpicos (0)                   |
| WTA Tour Championships (0)             |
| P. Mandatory & Premier 5, WTA 1000 (0) |
| Premier, WTA 500 (0)                   |
| International, WTA 250 (3)             |

| N.º | Fecha                 | Torneos   | Superficie | Pareja       | Oponentes en la final                     | Resultado        |
| --- | --------------------- | --------- | ---------- | ------------ | ----------------------------------------- | ---------------- |
| 1.  | 30 de julio de 2017   | Nanchang  | Dura       | Jiang Xinyu  | Alla Kudryavtseva Arina Rodionova         | 6-3, 6-2         |
| 2   | 29 de julio de 2018   | Nanchang  | Dura       | Jiang Xinyu  | Lu Jingjing Xiaodi You                    | 6-4, 6-4         |
| 3   | 15 de octubre de 2023 | Hong Kong | Dura       | Tsao Chia-yi | Oksana Kalashnikova Aliaksandra Sasnovich | 7-5, 1-6, [11-9] |